# Wiktor Wladimirowitsch Kupowez
Wiktor Wladimirowitsch Kupowez (russisch Виктор Владимирович Куповец; * 17. Oktober 1963) ist ein ehemaliger sowjetischer Radrennfahrer und Weltmeister im Radsport.

## Sportliche Laufbahn
Kupowez war im Bahnradsport aktiv. Mit dem Radsport begann er 1975. Bei den Bahnradsport-Weltmeisterschaften 1983 holte er den Titel in der Einerverfolgung der Amateure vor Bernd Dittert. 
Im Straßenradsport erreichte er 1983 den 5. Platz in der Marokko-Rundfahrt.